# Нейрогенез

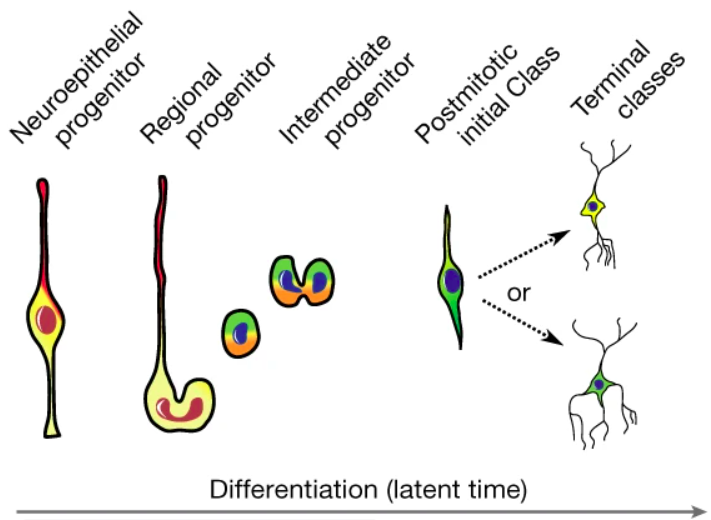
Модель нейрогенезу ссавців

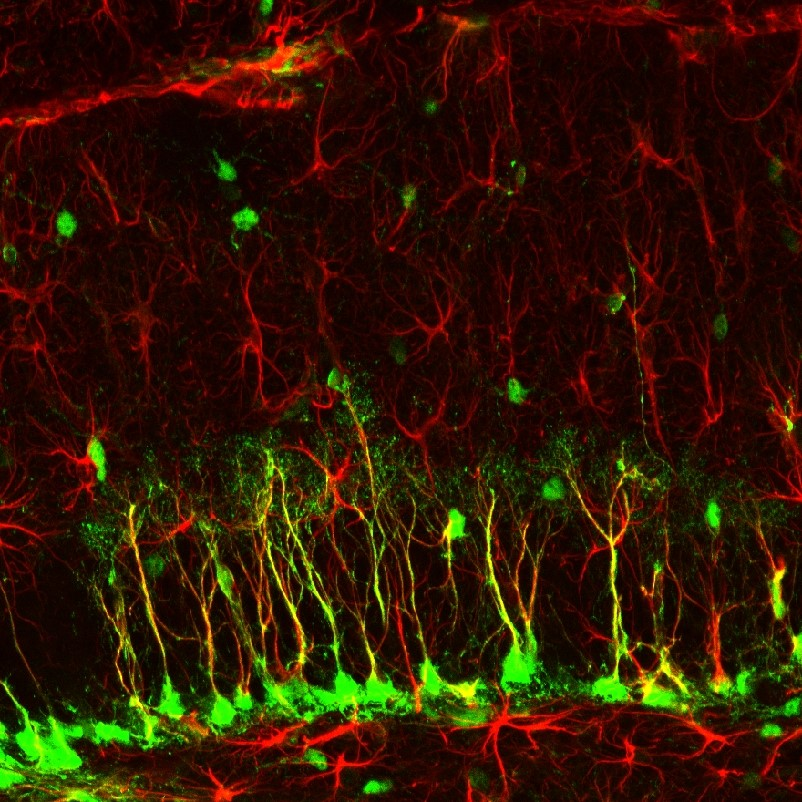
Зубчаста звивина гіпокампу молодих мишей. Пофарбовані в зелений колір — нервові стовбурові клітини, а в червоний — астроцити, що їх оточують.

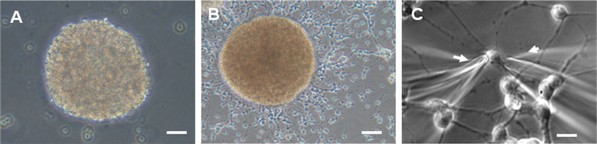
Нервові клітини-попередники. A. Нейросфера, що складається з клітин субвентрикулярної зони, виділених на E15, які агрегували в суспензії після 2 днів культивування. B. Нейросфера клітин SVZ, отриманих на E15, які прикріпилися до дна культуральної колби після 4 днів культивування. C. Для електрофізіологічного запису були обрані клітини на периферії нейросфер.

Нейрогенез — це процес, за допомогою якого клітини нервової системи — нейрони — виробляються нервовими стовбуровими клітинами (НСК). Присутній у всіх видів тварин, за винятком порифери (губок) і плакозоідних.
Типи НСК включають нейроепітеліальні клітини (NEC), радіальні гліальні клітини (RGC), базальні клітини-попередники (BP), проміжні попередники нейронів (INP), астроцити субвентрикулярної зони та радіальні астроцити субгранулярної зони, серед інших.
Нейрогенез найбільш активний під час ембріонального розвитку і відповідає за виробництво всіх різних типів нейронів організму, але він продовжується протягом усього дорослого життя в різних організмах. Після народження нейрони не діляться (див. мітоз), і багато з них проживуть протягом всього життя тварини, за винятком надзвичайних і зазвичай патогенних обставин.

## Нейрогенез у ссавців

### Нейрогенез розвитку
Під час ембріонального розвитку центральна нервова система ссавців (ЦНС; головний і спинний мозок) утворюється з нервової трубки, яка містить НСК, які пізніше генеруватимуть нейрони. Однак нейрогенез не починається, поки не буде досягнуто достатньої популяції НСК. Ці ранні стовбурові клітини називаються нейроепітеліальними клітинами (NEC), але незабаром вони набувають сильно витягнутої радіальної морфології і потім відомі як радіальні гліальні клітини (RGC). РГК є первинними стовбуровими клітинами ЦНС ссавців і знаходяться в ембріональній шлуночковій зоні, яка прилягає до центральної заповненої рідиною порожнини (шлуночкової системи) нервової трубки. Після проліферації RGC нейрогенез включає остаточний поділ клітини батьківського RGC, що призводить до одного з двох можливих результатів. По-перше, це може створити підклас нейронних попередників, які називаються проміжними нейронними попередниками (INP), які будуть ділитися один або кілька разів для виробництва нейронів. Альтернативно, дочірні нейрони можуть вироблятися безпосередньо.
Нейрони не утворюють відразу нейронні ланцюги через зростання аксонів і дендритів. Натомість новонароджені нейрони повинні спочатку мігрувати на великі відстані до кінцевого пункту призначення, дозріваючи та, нарешті, генеруючи нейронні ланцюги (схеми). Наприклад, нейрони, що народжуються в зоні шлуночків, радіально мігрують до кортикальної пластинки, де накопичуються, утворюючи кору головного мозку. Таким чином, генерація нейронів відбувається в певному відділі тканини або «нейрогенній ніші», зайнятій їх батьківськими стовбуровими клітинами.
Швидкість нейрогенезу та тип генерованого нейрона (збудливий або гальмівний) в основному визначаються молекулярними та генетичними факторами. Ці фактори зокрема включають сигнальний шлях Notch, і багато генів були пов'язані з регуляцією шляху Notch. Гени та механізми, задіяні в регуляції нейрогенезу, є предметом інтенсивних досліджень в академічних, фармацевтичних та державних установах у всьому світі.
Час, необхідний для генерації всіх нейронів ЦНС, у різних ссавців сильно відрізняється, і нейрогенез мозку не завжди завершується до моменту народження. Наприклад, миші піддаються кортикальному нейрогенезу приблизно з дня ембріона (день після зачаття) E11 до E17 і народжуються приблизно в E19,5. Тхори народжуються на E42, хоча їх період кортикального нейрогенезу закінчується лише через кілька днів після народження. Нейрогенез у людей зазвичай починається приблизно на 10-му гестаційному тижні і закінчується приблизно на 25-му, з народженням приблизно на 38-40-му.

#### Епігенетична модифікація
У міру ембріонального розвитку мозку ссавців нервові клітини-попередники та стовбурові клітини перемикаються з проліферації на диференціацію. Це прогресування призводить до генерації нейронів і глії, які заповнюють кортикальні шари.
Епігенетичні модифікації відіграють ключову роль у регуляції експресії генів у клітинній диференціації нервових стовбурових клітин. Епігенетичні модифікації включають метилювання цитозину ДНК з утворенням 5-метилцитозину та деметилювання 5-метилцитозину. Ці модифікації мають вирішальне значення для визначення долі клітин у мозку ссавців, що розвивається, і дорослих.
Метилювання цитозину ДНК каталізується ДНК-метилтрансферазами (DNMT). Деметилювання метилцитозину каталізується в кілька етапів ферментами ТЕТ, які здійснюють окисні реакції (наприклад, 5-метилцитозин до 5-гідроксиметилцитозину), і ферментами шляху ексцизійної репарації основи ДНК.

### Нейрогенез в дорослих
Нейрогенез може бути складним процесом у деяких ссавців. Наприклад, у гризунів нейрони в центральній нервовій системі виникають із трьох типів нейронних стовбурових клітин і клітин-попередників: нейроепітеліальних клітин, радіальних гліальних клітин і базальних клітин-попередників, які проходять через три основні відділи: симетричний проліферативний відділ; асиметричний нейрогенний відділ; і симетричний нейрогенний відділ. З усіх трьох типів клітин нейроепітеліальні клітини, які проходять через нейрогенні відділи, мають набагато більш розширений клітинний цикл, ніж ті, які проходять через проліферативні поділи, такі як радіальні гліальні клітини та базальні клітини-попередники. Було показано, що у людини нейрогенез дорослої людини відбувається менше порівняно з періодом розвитку нервової системи і переважно в трьох областях мозку: доросла субвентрикулярна зона (SVZ) бічних шлуночків, мигдалеподібне тіло та зубчаста звивина гіпокампу, хоча дослідження після 2020 р. підтверджують нейрогенез дорослих у інших регіонах мозку.
Дослідження в сфері одноклітинної транскріптоміки нейронів гіпокампа намагаються зрозуміти цей процес на молекулярному рівні.
Інгібування кінази ROCK зменшує спайки в активованих (проліферативних) НСК, відновлює міграцію в старих активованих НСК in vitro та посилює нейрогенез in vivo.

#### Субвентрикулярная зона

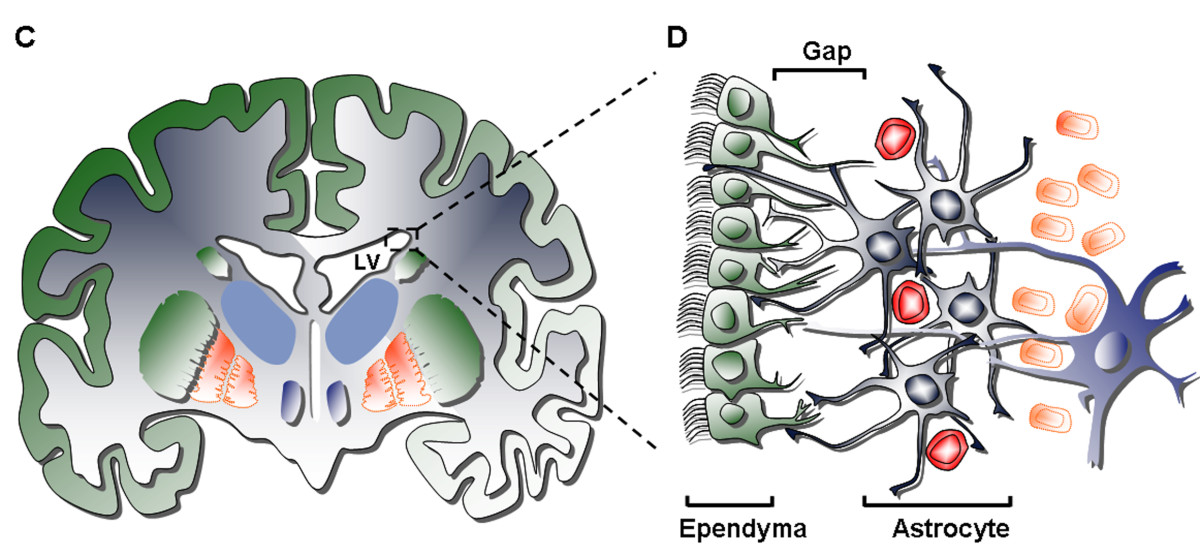
Анатомія нейрогенної субвентрикулярної зони головного мозку дорослого гризуна та людини. (C) Базальні ганглії та бічні шлуночки. (D) Схематичний малюнок, що зображує клітинний склад і цитоархітектуру субвентрикулярної зони дорослої людини, що складається з чотирьох шарів: шар I — шар епендимальних клітин (зелений), шар II — гіпоцелюлярна щілина, шар III — астроцитарна стрічка, що містить астроцити та мігруючі нейробласти, IV шар — перехідна зона, що містить олігодендроцити і відокремлює СВЗ від багатого нейронами смугастого тіла.

У багатьох ссавців, у тому числі гризунів, нюхова цибулина — це ділянка мозку, що містить клітини, які сприймають запахи, з інтеграцією нейронів дорослого походження, які мігрують із субвентрикулярної зони смугастого тіла до нюхової цибулини через ростральний міграційний потік (RMS). Мігруючі нейробласти в нюховій цибулині стають інтернейронами, які допомагають мозку спілкуватися з цими сенсорними клітинами. Більшість цих інтернейронів є гальмівними зернистими клітинами, але невелика кількість є перигломерулярними клітинами. У дорослих субвентрикулярних зонах первинними нейронними стовбуровими клітинами є астроцити субвентрикулярної зони, а не радіальні гліальні клітини (RGC). Більшість цих дорослих нервових стовбурових клітин перебувають у стані спокою у дорослої людини, але у відповідь на певні сигнали ці сплячі клітини, або В-клітини, проходять ряд стадій, спочатку виробляючи проліферуючі клітини, або С-клітини. Потім С-клітини виробляють нейробласти, або А-клітини, які стануть нейронами.

#### Гіпокамп
Значний нейрогенез також відбувається в дорослому віці в гіпокампі багатьох ссавців, від гризунів до деяких приматів. Гіпокамп відіграє вирішальну роль у формуванні нових декларативних спогадів, і існує теорія про те, що причина, чому немовлята не можуть сформувати декларативні спогади, полягає в тому, що вони все ще зазнають інтенсивного нейрогенезу в гіпокампі, а їхні схеми генерування пам'яті є незрілими. Повідомлялося, що багато факторів навколишнього середовища, такі як фізичні вправи, звички харчування, навчання збільшують швидкість нейрогенезу в гіпокампі людей та гризунів.

### Фактори що впливають на нейрогенез дорослих
Деякі фактори та звички впливають на активність нейрогенезу в мозку дорослих:

#### Покращують

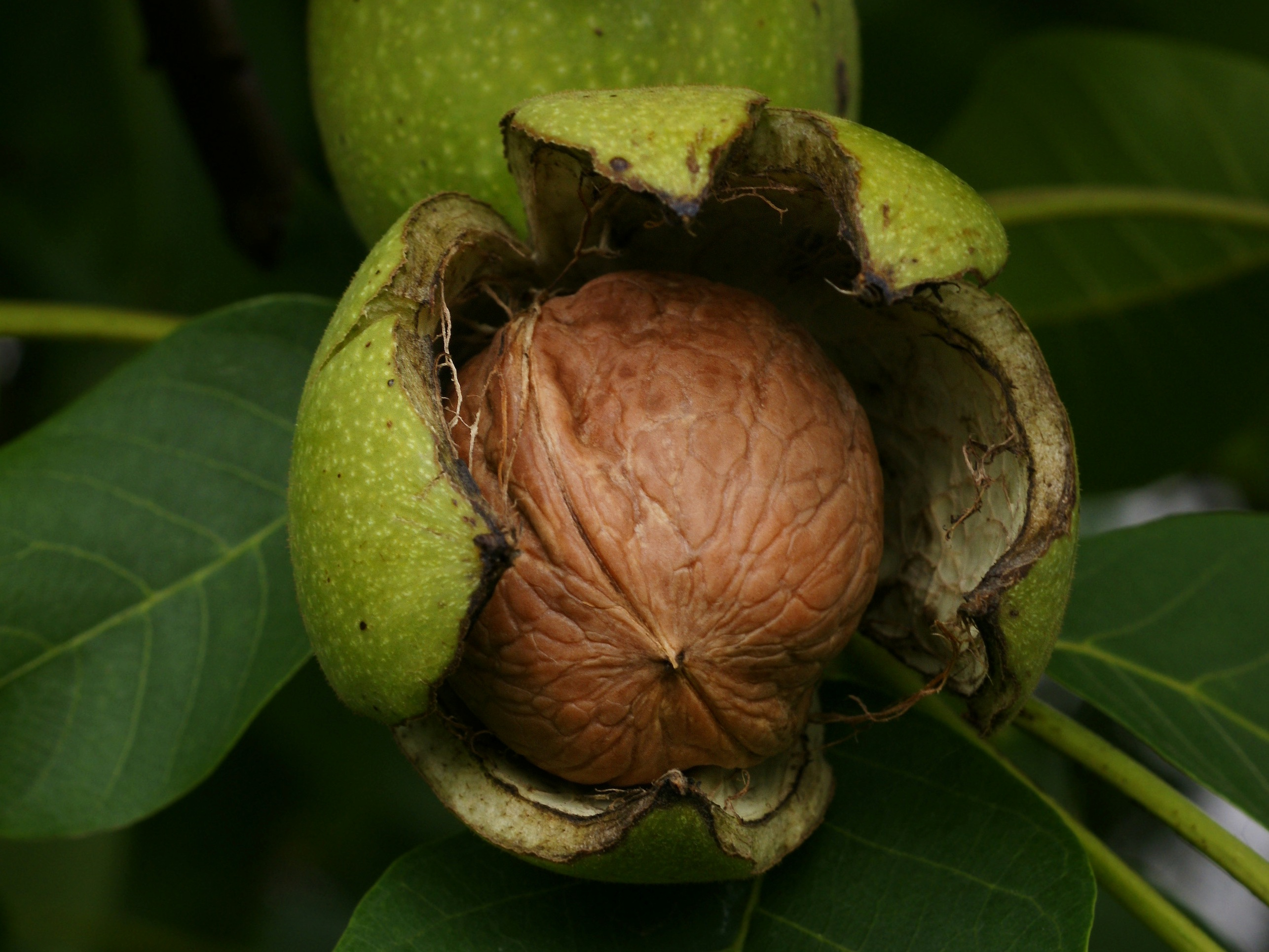
Волоський горіх — джерело Омега-3 жирних кислот.

- Волоський горіх — джерело Омега-3 жирних кислот.Раціональне харчування[32], вживання Омега-3 жирних кислот, чорниці та інших багатих на флавоноїди продуктів, куркуміну, цинку, фолієвої кислоти, резвератролу.
- Інтервальне голодування[33] та інші методи обмеження калоражу.
- Фізична активність, що покращує кровопостачання мозку (біг та інші види аеробної активності).[34]

#### Погіршують
- Вживання алкоголю.
- Надмірне вживання цукру та насичених жирних кислот.
- Дефіцит вітаміну A, вітамінів групи B, вітаміну E.
- Дефіцит харчових волокон в раціоні.
- Порушення мікробіоти антибіотиками.[35]

## Індукований нейрогенез
Основні стратегії підвищення ендогенного нейрогенезу, зокрема, для лікування травм чи старіння, включають:
- Фармакологічний вплив
  - ДМТ: у вересні 2020 року дослідження in vitro та in vivo показали, що ДМТ, присутній у настої аяуаски, сприяє нейрогенезу.[37]
  - Псилоцибін: дослідження показало, що низька доза (0,1 мг/кг) псилоцибіну, який вводили миші, посилює нейрогенез у гіпокампі навіть через 2 тижні після введення, тоді як висока доза (1 мг/кг) значно знижує нейрогенез.[38]
  - Канабіноїди: у дорослому мозку ендоканабіноїдна система сприяє нейрогенезу зернистих клітин гіпокампа. Активація канабіноїдних рецепторів CB1 ендогенними або екзогенними каннабіноїдами сприяє проліферації та диференціації нейронних стовбурових клітин; ця активація відсутня при нокауті CB1 і скасовується в присутності антагоніста.[39][40][41] Ще одне дослідження показало, що синтетичний канабіноїд HU210 сприяє проліферації нейронних стовбурових клітин гіпокампа як в ембріональних, так і в дорослих щурів, що призводить до посилення нейрогенезу в зубчастій звивині гіпокампа. Це збільшення нейрогенезу корелювало з анксіолітичними та антидепресантними ефектами у дорослих щурів, що свідчить про те, що канабіноїди можуть мати потенціал регулювати нейрогенез і впливати на поведінку.[42]
  - Інгібітори GSK-3 (Глікогенсинтаза кіназа 3)[43].

- Генотерапію[44] та редагування генома[45], зокрема, перепрограмування in vivo реактивних астроцитів[45] і NG2 глії[46].
- Гормони[47], фактори росту (BDNF[41], NGF, GDNF та ін.)[48] та інші гуморальні фактори[49]
- Зменшення нейрозапалення[50]
- Вплив фізичних факторів: електромагнітний[51] та ультразвуковий[52] вплив, може стимулювати активацію стовбурових клітин ЦНС

## Нейрогенез в інших організмах
Нейрогенез найкраще охарактеризовано в модельних організмах, таких як плодова мушка Drosophila melanogaster. Нейрогенез у цих організмів відбувається в області кори головного мозку їх зорових часток. Ці організми можуть бути моделлю для генетичного аналізу нейрогенезу та регенерації мозку дорослих. Було проведено дослідження, в якому обговорювалося, як вивчення «реагуючих на пошкодження клітин-попередників» у дрозофіли може допомогти ідентифікувати регенеративний нейрогенез і як знайти нові способи посилення відновлення мозку. Нещодавно було проведено дослідження, яке показало, як у дрозофіли було виявлено «нейрогенез дорослої людини низького рівня», зокрема в області кори головного мозку, в якому нервові попередники можуть збільшувати виробництво нових нейронів, що сприяє нейрогенезу. У дрозофіли вперше було описано передачу сигналів Notch, яка контролює процес передачі сигналів від клітини до клітини, званий латеральним інгібуванням, у якому нейрони вибірково генеруються з епітеліальних клітин.
Було також показано, що у деяких хребетних відбувається регенеративний нейрогенез.

## Інші дослідження
Є докази того, що нові нейрони виробляються в зубчастій звивині гіпокампу дорослих ссавців, області мозку, важливої для навчання, мотивації, пам'яті та емоцій. Дослідження показало, що новостворені клітини в гіпокампі дорослої миші можуть демонструвати властивості пасивної мембрани, потенціали дії та синаптичні входи, подібні до тих, що знаходяться в зрілих зубчастих гранульованих клітинах. Ці знахідки свідчать про те, що ці новостворені клітини можуть дозрівати в більш практичні та корисні нейрони в мозку дорослих ссавців.
Останні дослідження підтверджують, що мікроглія встановлює прямі контакти з клітинними тілами нейронів, що розвиваються, і через ці зв'язки регулює нейрогенез, міграцію, інтеграцію та формування нейронних мереж.

## Актуальність
Хоча дослідження нейрогенезу у дорослих на сьогоднішній день є недостатніми, дослідження моделей на тваринах показують, що нейрогенез потенційно відіграє значну роль у впливі на патогенез багатьох нервово-психічних розладів і нейродегенеративних когнітивних дисфункції (зокрема, деменція, хвороба Альцгеймера). Дослідження на тваринах показали кореляцію між рівнем гіпокампального нейрогенезу у дорослих з ризиком розвитку старіння, епілепсії, інсульту, нейродегенеративних розладів та психічних розладів. Також було виявлено, що стрес і депресія пов'язані зі зниженням нейрогенезу.

## Додаткова література

### Книги
- Luca Bonfanti (2021). Neurogenesis Editor's Pick 2021 (вільний доступ: pdf, epub). Frontiers in Neuroscience. ISBN 978-2-88971-057-7.
- Arie Mobley (2019). Neural Stem Cells and Adult Neurogenesis. Academic Press, Elsevier. с. 241. ISBN 9780128110140.
- Magdalena Götz та ін. (2018). Epigenetic Mechanisms of Neurogenesis in the Developing Neocortex (вільний доступ: pdf, epub). Frontiers in Neuroscience. ISBN 978-2-88971-778-1.

### Статті
- Leal-Galicia Perla; Chávez-Hernández María Elena; Mata Florencia та ін. (2021-01). Adult Neurogenesis: A Story Ranging from Controversial New Neurogenic Areas and Human Adult Neurogenesis to Molecular Regulation. International Journal of Molecular Sciences (англ.) 22 (21). doi:10.3390/ijms222111489.
- Factors that influence adult neurogenesis as potential therapy / Belal Shohayeb, Mohamed Diab, Mazen Ahmed & Dominic Chi Hiung Ng // Translational Neurodegeneration. — 2018. — 21 February. — DOI https://doi.org/10.1186/s40035-018-0109-9.